# Международное общество общей теории относительности и гравитации
Международное общество общей теории относительности и гравитации (англ. International Society of General relativity and Gravitation) — научное общество, объединяющее специалистов в области теории гравитации и общей теории относительности со всего мира. Наиболее компетентное общество в этой области. Руководящие органы находятся в Англии.